# Natterkopf-Habichtskraut
Das Natterkopf-Habichtskraut (Hieracium echioides) ist eine Pflanzenart aus der Gattung der Habichtskräuter (Hieracium) innerhalb der Familie der Korbblütler (Asteraceae). Sie kommt von Mittel- und Osteuropa über Kasachstan bis nach Xinjiang vor.

## Beschreibung

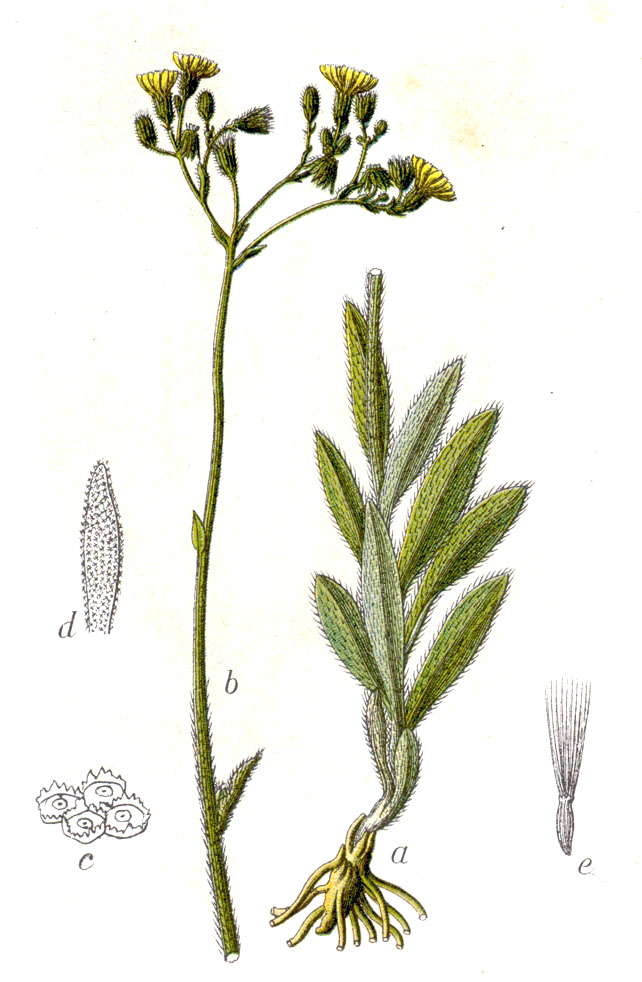
Illustration

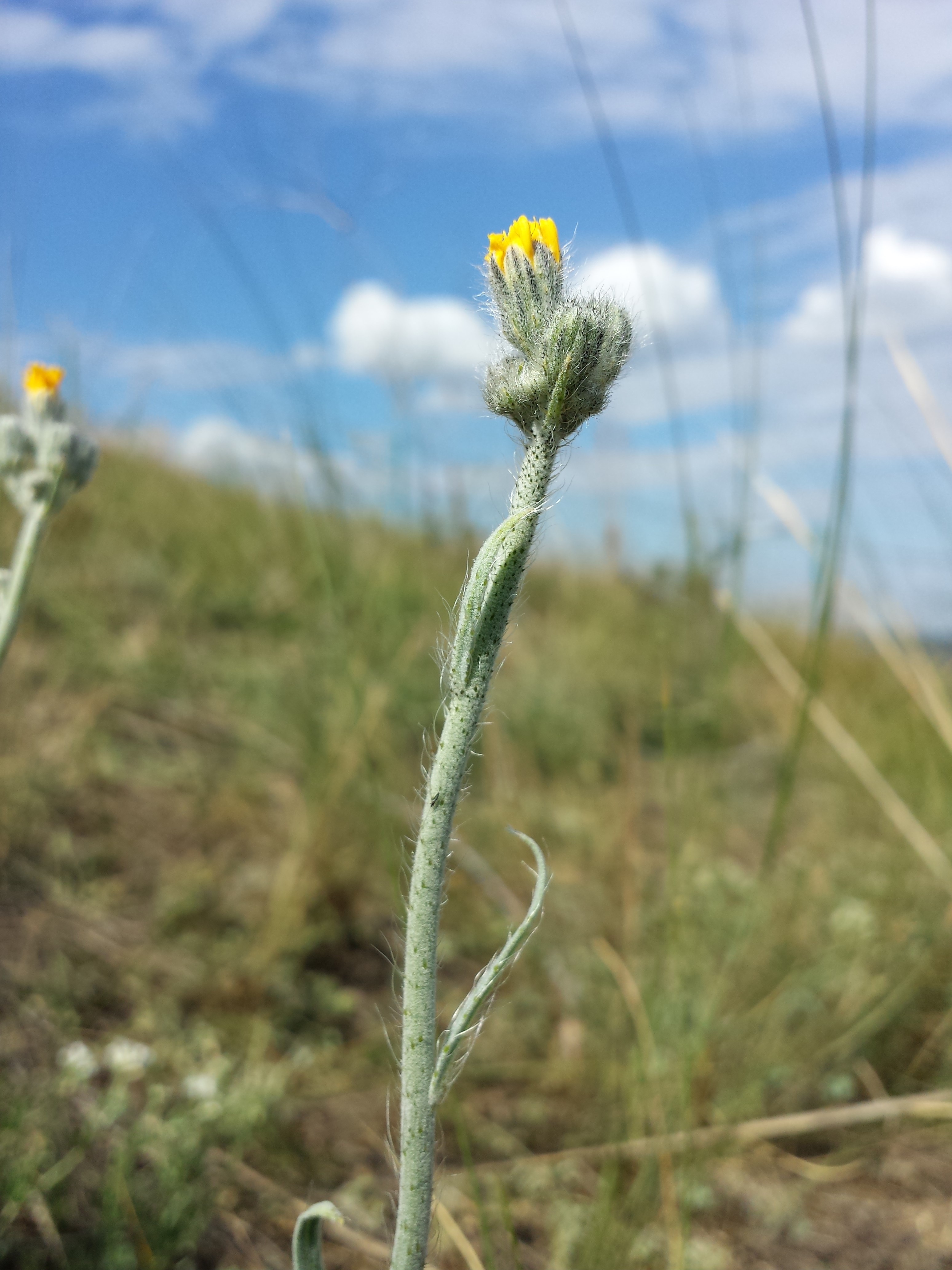
Gesamtblütenstand mit wenigen Blütenkörbchen und Trichomen

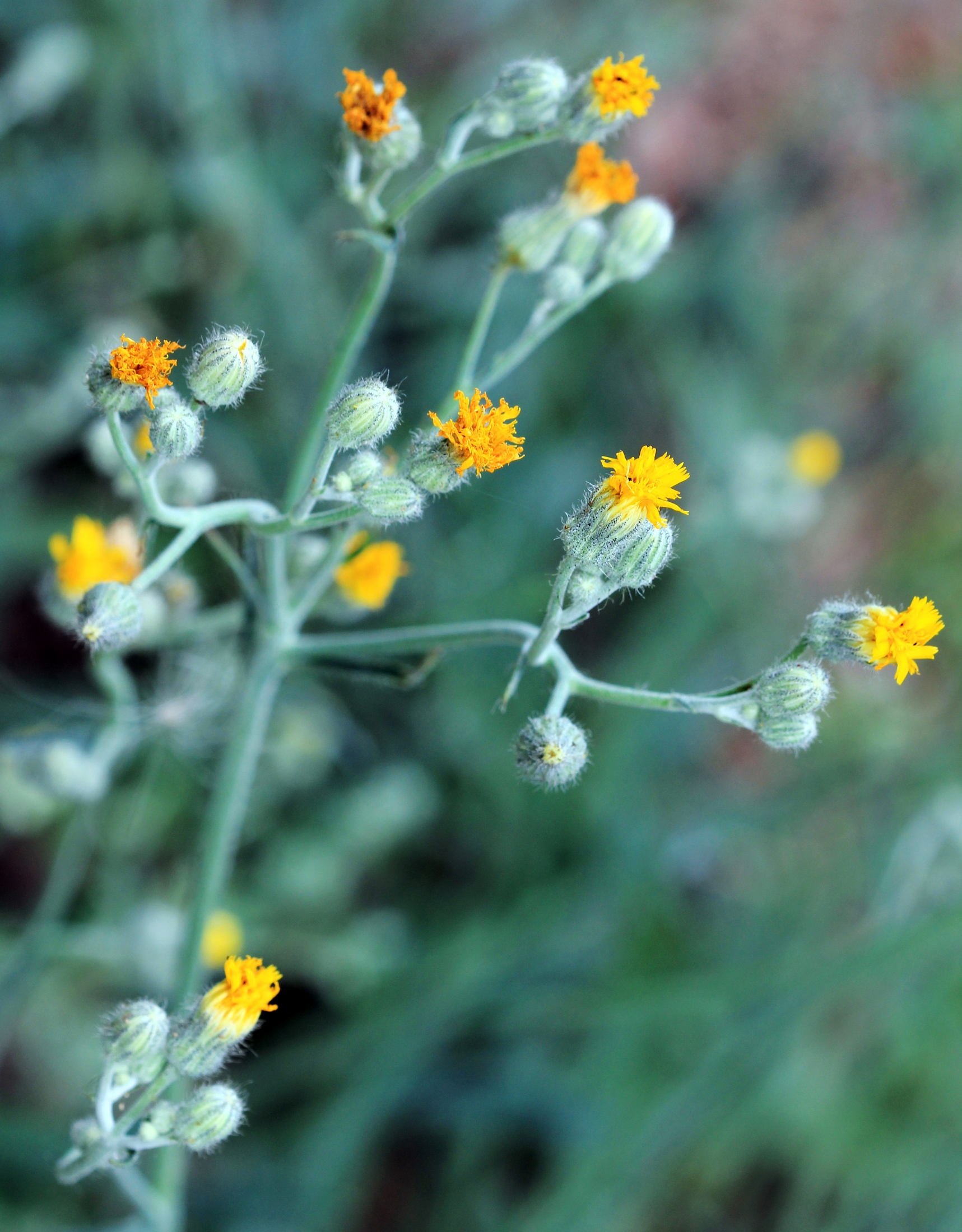
Ausschnitt einer Gesamtblütenstandes mit vielen Blütenkörbchen

### Vegetative Merkmale
Das Natterkopf-Habichtskraut ist eine ausdauernde krautige Pflanze, die Wuchshöhen von 25 bis 100 Zentimetern erreicht. Sie bildet kurze Rhizome aus. Die aufrechten Stängel sind im oberen Teil verzweigt und stehen einzeln oder zu wenigen in Büscheln zusammen. Sie sind an der Basis dicht mit langen braunen Borstenhaaren besetzt. Im oberen Stängelbereich treten die Borstenhaare spärlicher auf und werden durch die zahlreichen sternförmigen Haare ersetzt. Unter den Blütenkörbchen sind die Stängel dicht weiß flaumig behaart.
An der Stängelbasis befinden sich mehrere grundständige Laubblätter, welche noch vor der Blütezeit abfallen, während sich am unteren Stängel mehrere kurz gestielte und am oberen Stängelbereich mehrere ungestielte Laubblätter befinden. Die Blattspreite ist bei einer Länge von 4 bis 16 Zentimetern sowie einer Breite von 0,5 bis 2 Zentimetern lanzettlich über linealisch-lanzettlich bis annähernd elliptisch-lanzettlich mit spitz zulaufender Spreitenbasis und spitzer bis stumpfer Spreitenspitze. Sowohl die Blattunterseite als auch die Blattoberseite ist dicht mit rauen und sternförmigen Haaren besetzt.

### Generative Merkmale
Die Blütezeit sowie die Fruchtreife erstrecken sich zumindest in Xinjiang von Juni bis in den September hinein. Der schirmrispige Gesamtblütenstand enthält nur wenige bis viele körbchenförmige Teilblütenstände. Das bei einem Durchmesser von 0,6 bis 0,9 Zentimetern ei- bis halbkugelförmige Involucrum enthält drei Reihen von bräunlich grauen und an der Unterseite dicht flaumig behaarten Hüllblättern. Die äußeren Hüllblätter sind bei einer Länge von 3 bis 5 Millimetern eiförmig-lanzettlich, während die inneren Hüllblätter elliptisch-lanzettlich sind. Die Blütenkörbchen enthalten mehrere gelbe Zungenblüten.
Die braunen Achänen sind bei einer Länge von etwa 0,22 Zentimetern annähernd zylindrisch und weisen zehn Rippen auf. Der Pappus besteht aus mehreren dreckig weißen Borstenhaaren, welche 0,4 bis 0,5 Zentimeter lang sind.

### Chromosomenzahl
Die Chromosomengrundzahl beträgt x = 9; es liegen unterschiedliche Ploidiegrade (Diploidie, Triploidie sowie Tetraploidie) vor und es wurden Chromosomenzahlen von 2n = 18, 27 oder 36 ermittelt.

## Vorkommen und Gefährdung
Das natürliche Verbreitungsgebiet des Natterkopf-Habichtskrautes umfasst weite Teile Eurasiens. Es erstreckt sich dabei von Mittel-, Ost- sowie Südosteuropa über Teile Vorderasiens und Kasachstan bis in das Uigurische Autonome Gebiet Xinjiang.
Das Natterkopf-Habichtskraut gedeiht in Xinjiang in trockenen Steppen und Tälern in Höhenlagen von bis zu 2000 Metern.
Das Natterkopf-Habichtskraut wurde 1996 in der Roten Liste der gefährdeten Pflanzenarten Deutschlands in Kategorie 3 = „gefährdet“ eingestuft. Die Vorkommen in Deutschland stellen nur die westlichsten Vorposten zum weiter im Osten gelegenen Hauptverbreitungsgebiet dar.

## Taxonomie
Die Erstbeschreibung als Hieracium echioides erfolgte 1791 durch István Lumnitzer (1750–1806) in Flora Posoniensis, Nummer 1, Seite 348. Synonyme für Hieracium echioides Lumn. sind Hieracium asiaticum Nägeli & Peter, Hieracium freynii Üksip, Hieracium macrocymum Üksip, Hieracium malacotrichum Üksip sowie Pilosella echioides F.W.Schultz & Sch.Bip.
Von Hieracium echioides gibt es Unterarten, beispielsweise:
- Hieracium echioides Lumn. subsp. echioides[5]
- Hieracium echioides subsp. proceriforme Nägeli & Peter: Sie kommt in Teilen Südost- und Osteuropas vor.[5]